# Liste der größten Unternehmen in Australien
Die Liste der größten Unternehmen in Australien enthält die vom Forbes Magazine in der Liste Forbes Global 2000 veröffentlichten größten börsennotierten Unternehmen in Australien.
Die Rangfolge der jährlich erscheinenden Liste der 2000 größten börsennotierten Unternehmen der Welt, errechnet sich aus einer Kombination von Umsatz, Nettogewinn, (Aktiva und Marktwert). Dabei wurden die Platzierungen der Unternehmen in den gleich gewichteten Kategorien zu einem Rang zusammengezählt. In der Tabelle aufgeführt sind auch der Hauptsitz, Mitarbeiterzahl und die Branche. Die Zahlen sind in Milliarden US-Dollar angegeben und beziehen sich auf das Geschäftsjahr 2020.
| Forbes 2000 | Name                      | Hauptsitz        | Umsatz (Mrd. $) | Gewinn (Mrd. $) | Mitarbeiter | Branche              |
| ----------- | ------------------------- | ---------------- | --------------- | --------------- | ----------- | -------------------- |
| 78.         | Commonwealth Bank         | Sydney           | 22,4            | 5,7             | 39.000      | Banken               |
| 79.         | BHP Group                 | Melbourne/London | 46,1            | 6,9             | 80.000      | Bergbau              |
| 86.         | Rio Tinto                 | Melbourne/London | 44,5            | 9,7             | 47.474      | Bergbau              |
| 141.        | ANZ Bank                  | Melbourne        | 20,3            | 2,4             | 38.579      | Banken               |
| 157.        | Westpac                   | Sydney           | 21,9            | 1,5             | 36.849      | Banken               |
| 168.        | National Australia Bank   | Melbourne        | 18,4            | 1,7             | 34.944      | Banken               |
| 307.        | Macquarie Bank            | Sydney           | 9,8             | 1,5             | 15.849      | Finanzdienstleister  |
| 347.        | Fortescue Metals Group    | Perth            | 15,5            | 6,3             | 14.000      | Bergbau              |
| 357.        | Woolworths                | Sydney           | 46,2            | 1,0             | 215.000     | Einzelhandel         |
| 435.        | Wesfarmers                | Perth            | 22,9            | 1,3             | 107.000     | Mischkonzerne        |
| 447.        | Telstra                   | Melbourne        | 15,0            | 1,2             | 28.959      | Telekommunikation    |
| 496.        | CSL                       | Melbourne        | 9,9             | 2,6             | 27.000      | Pharma               |
| 660.        | Associated British Foods  | Mount Clear      | 17,7            | 0,6             | 133.000     | Nahrungsmittel       |
| 732.        | Coles Supermarkets        | Melbourne        | 27,1            | 0,7             | 118.000     | Einzelhandel         |
| 844.        | Suncorp-Metway            | Brisbane         | 8,9             | 0,5             | 13.500      | Finanzdienstleister  |
| 1105.       | QBE Insurance             | Sydney           | 12,1            | −1,5            | 11.697      | Versicherungen       |
| 1121.       | Goodman Group             | Sydney           | 1,3             | 1,2             | 958         | Immobilien           |
| 1230.       | Newcrest Mining           | Melbourne        | 4,3             | 1,0             | 930         | Bergbau              |
| 1301.       | Aristocrat Leisure        | Sydney           | 2,8             | 1,0             | 6.000       | Glücksspiel          |
| 1359.       | Transurban                | Melbourne        | 1,9             | −0,5            | 9.000       | Verkehr              |
| 1493.       | Sonic Healthcare          | Sydney           | 5,4             | 0,7             | 37.000      | Medizintechnik       |
| 1610.       | Woodside Petroleum        | Perth            | 3,6             | −4,2            | 3.670       | Öl & Gas             |
| 1612.       | Atlassian                 | Sydney           | 1,8             | −1,2            | 4.907       | Software             |
| 1708.       | Iluka Resources           | Perth            | 0,7             | 1,7             | 3.354       | Bergbau              |
| 1866.       | Bendigo & Adelaide Bank   | Perth            | 1,6             | 0,2             | 4.776       | Banken               |
| 1874.       | Scentre Group             | Sydney           | 1,5             | −2,6            | 2.700       | Immobilien           |
| 1897.       | Ramsay Health Care        | Sydney           | 8,1             | 0,2             | 77.000      | Gesundheitswesen     |
| 1911.       | Afterpay                  | Melbourne        | 0,4             | −0,1            | 650         | Finanzdienstleister  |
| 1952.       | Brambles                  | Sydney/London    | 4,9             | 0,5             | 13.882      | Dienstleistungen     |
| 1994.       | Origin Energy             | Sydney           | 8,6             | −0,4            | 5.360       | Versorger            |
| 1997.       | Insurance Australia Group | Sydney           | 5,4             | −0,2            | 12.700      | Versicherungen       |
|             | AMP                       | Sydney           | 9,7             | −0,25           |             | Finanzdienstleister  |
|             | South32                   | Perth            | 6,0             | 0,75            |             | Bergbau              |
|             | Lend Lease Group          | Sydney           | 11,7            | 0,55            |             | Finanzdienstleister  |
|             | Qantas Airways            | Sydney           | 11,8            | 0,64            |             | Fluggesellschaften   |
|             | AGL Energy                | Sydney           | 8,6             | 0,27            |             | Versorger            |
|             | Amcor                     | Melbourne        | 9,3             | 0,22            |             | Verpackungsindustrie |
|             | Caltex Australia          | Sydney           | 13,1            | 0,45            |             | Öl                   |
|             | Stockland                 | Sydney           | 1,8             | 0,67            |             | Immobilien           |
|             | General Property Trust    | Sydney           | 0,55            | 0,88            |             | Immobilien           |
|             | Sydney Airport Holdings   | Sydney           | 1,0             | 0,42            |             | Logistik             |
|             | Crown Resorts             | Melbourne        | 2,6             | 0,82            |             | Immobilien           |
|             | Mirvac                    | Sydney           | 1,9             | 0,79            |             | Immobilien           |
|             | Bank of Queensland        | Brisbane         | 1,7             | 0,25            |             | Banken               |
|             | BlueScope Steel           | Sydney           | 7,4             | 0,38            |             | Stahl                |